# ソーズマン (キャラクター)
ソーズマン（Swordsman）、またはジャック・デュケイン（Jacques Duquesne）は、マーベル・コミック発行のアメリカン・コミックスに登場する架空のキャラクター。スタン・リーとドン・ヘックによって創造され、1965年8月に『アベンジャーズ』第19号でデビューした。
ソーズマンは当初、クリント・バートン/ホークアイとアベンジャーズの敵として登場したが、その後、スーパーヴィランとしてもスーパーヒーローとしても登場した。

## 発行履歴
1965年8月に『アベンジャーズ』第19号でデビューしたソーズマンは、『アベンジャーズ』第20、30、38、65、78、79号（1965〜1970年）に登場した。ソーズマンは1972年の『アベンジャーズ』第100号で改心してスーパーヒーローとなり、後に『アベンジャーズ』第112〜130号（1973年〜1974年）、『ディフェンダーズ』第9〜11号（1973年）、『キャプテン・マーベル』第32〜33号（1974年）、『ファンタスティック・フォー』第150号（1974年）、『Giant-Size Avengers』第2号（1974年）、『Avengers Spotlight』第22号（1989年）で活躍。他にも“コタティ”に憑依したソーズマンが『アベンジャーズ』第134、135、157、160号（1975〜1977年）、『Giant-Size Avengers』第4号（1975年）、『West Coast Avengers』（vol. 2）第39号（1988年）に登場した。
ソーズマンは様々なスーパーヴィラン・グループのメンバーでもあり、『アベンジャーズ』第78〜79号（1970年）や『アイアンマン・アニュアル』第7号（1984年）の“リーサル・レギオン”、『アルファ・フライト・スペシャル』（vol. 2）第1号（1992年）の“エミッサリーズ・オブ・イビル”、『アベンジャーズ・アニュアル』第16号（1987年）、『ウェスト・コースト・アベンジャーズ』第61号（1990年）、『アベンジャーズ』（vol. 3）第10〜11号（1998年）”リージョン・オブ・ザ・アンリビング”などに属した。
『アベンジャーズ』でクリント・バートン/ホークアイの敵役として登場したソーズマンは、その後『ホークアイ』1号（1983年）、『Solo Avengers』第2号（1988年）、『ホークアイ』（vol. 3）第3号（2004年）、『Hawkeye: Blindspot』 第1号（2011年）にも登場した。更にソーズマンは、『Tales of Suspense』第88号（1967年）や『キャプテン・アメリカ』105号（1968年）では、スティーブ・ロジャース/キャプテン・アメリカとも戦った。
2010年から2011年にかけてのクロスオーバー・ストーリー『カオス・ウォー』ではソーズマンが復活し、タイアップシリーズ『Chaos War: Dead Avengers』（2010〜2011年）では中心人物の一人であった。『カオス・ウォー』第2、4〜5号（2010-2011年）と『Chaos War: Ares』第1号（2010年）にも登場した。

## キャラクター経歴
ジャック・デュケインは、当時フランスの支配下にあった東南アジアの国“シアンコン”で恵まれた青年として育った。父や他のヨーロッパ系住民とは異なり、デュケインはシアンコン人の原住民に対して親切心を向けるほど偏見を持たず、フランスの支配に対する共産主義者の反乱に参加するよう誘われると、コスチュームを着た剣士として、自らを冒険活劇の自由を求める戦士だと思い込むようになった。シアンコンの解放を手伝ったデュケインだったが、反乱軍の指導者ウォン・チュウが自分の父親を殺したことを知り、幻滅するほど打ちのめされたデュケインは、冒険を求めてシアンコンを去った。デュケインの初期のキャリアについては何もわかっていないが、最終的には“カーソン・カーニバル・オブ・トラベリング・ワンダーズ”に参加した。彼の剣術はカーニバルのスターアトラクションのひとつとなったが、次第にギャンブルと酒に溺れ、若かりし頃の理想主義はとうに過去のものとなった。
やがて30代以上になったデュケインはクリント・バートンという若い家出少年を手下に引き入れて刃物の使い方を教え、別のパフォーマーであるバック・チザム/トリック・ショットはバートンにアーチェリーを指導し、その達人に育成した。だがデュケインは、ギャンブルの借金を返すためにカーニバルの支配人から金を盗むと、そこに出くわしたクリントに警察へ突き出されそうになり、彼を激しく殴りつけた。だがチザムに阻止され、その後、デュケインはカーニバルから逃亡し、剣劇を得意とするスーパーヴィランとなった。
数年後、ソーズマンは“アベンジャーズ”に加入してチームのIDに付随する特典を利用しようとしたが、バートン/ホークアイの抗議と州ごとに指名手配されていたことが主な原因でチームへの加入を拒否され、彼を捕らえたロジャース/キャプテン・アメリカを殺すと脅すも、他のメンバーに彼を救出された。一度目の失敗後、マンダリンの手先となったソーズマンは、主の指示を受けて自らを受け入れたアベンジャーズに潜入した。アベンジャーズに加入して間もなく本性を明かしたソーズマンはチームを裏切り、遠隔操作で起動できる爆弾を仕掛けた。しかし彼はすぐに変心してマンダリンを裏切り、アベンジャーズを救った。その英雄的な行動にもかかわらず、ソーズマンはアベンジャーズを去った。
だがソーズマンは雇われスーパーヴィランに戻り、ナターシャ・ロマノヴァ/ブラック・ウィドウの指導の下、ソーズマンはエリック・ジャスティン/パワーマンと組んでアベンジャーズと戦い、メンバーのほぼ全員を捕らえたほか、レッドスカルの手先としてロジャースと再戦し、他のヴィランらと共にマンダリンの世界征服にも参加した。後に“バトロック・ブリゲード”の一員としてのロジャース戦、エライアス・スター/エッグヘッドに雇われた際のバートン戦、“リーサル・レギオン”に参加した際のアベンジャーズ戦など、複数のヴィランに雇われてヒーローたちと連戦した。やがてソーズマンは、“オリンポス”におけるアレスとの戦いでアベンジャーズに一時的に加勢し、その後、アベンジャーズの盟友であるマンティスと出会うと、密かに彼女と恋に落ちた後、アベンジャーズに正式に復帰。その後、アベンジャーズと“ディフェンダーズ”の争いに参加。
最後のミッションでソーズマンは、征服者カーンの“セレスティアル・マドンナ”を巡る争いに巻き込まれたアベンジャーズを助けた。だがカーンがアベンジャーズのヒーローの多くと彼らに加勢したアガサ・ハークネスを捕らえながらも、役立たずと置き去りにされたソーズマンは、屈辱を感じてカーンに自分の真価を見せつける決意をすると、捕らわれたアベンジャーズを追ってギーザにあるカーンのピラミッド基地に辿り着き、そこでカーンの分身であるラマ・タトと遭遇した。彼の協力と休暇から戻ったばかりのバートンの助力により、ソーズマンは仲間のアベンジャーズを解放することに成功し、後にはマンティスの正体がセレスティアル・マドンナであることが明らかになった。計画を頓挫されたカーンがマンティスを狙ってエネルギーブラストを放つと、彼女を庇ったソーズマンはブラストを受けて犠牲になった。
マンティスが結婚した異星人“コタティ”の一人によって復活したソーズマンはマンティスとの間に息子のセコイアをもうけ、彼は天空の救世主となったが、コタティに憑依され、アベンジャーズとの共闘でソーズマンは塵と化した。
『Chaos War』においてソーズマンは、アマツミカボシから冥界を守るためにプルートによって解放された。そして地球に戻ったソーズマンは、マー・ベル/キャプテン・マーベルが率いる「死んだ」アベンジャーズのチームに加わり、彼らは意識不明のチームメイトをエリック・ウィリアムズ/グリム・リーパーから守ることを引き受けた。その戦いの後、ソーズマンとリタ・デマラだけが残った。
『Road to Empyre』では、酸素の豊富な地域が活性化された後、まだソーズマンに憑依しているコタティの長老とセコイアが月の“ブルーエリア”に再び現れた。彼らはクリー/スクラル同盟によるコタティの虐殺を避けるため、アベンジャーズに協力を要請した。そこからすぐにコタティがアベンジャーズを欺き、人類を始めとするすべての肉体を有する生命体を絶滅させようとしていることが判明した。だがソーズマン（コタティ）は、“ワカンダ”でティ・チャラ/ブラックパンサーと対決し、滅ぼされた。

## パワー・戦力
ソーズマンには超人的な力はないが、オリンピック・レベルのアスリートにして、驚異的な反射神経を持つ狡猾な戦略家であり、非武装での戦闘に加え、剣とナイフの扱いに長けている。
ソーズマンの主な武器は、マンダリンが“マクル人”の技術で改造した剣であり、その剣は柄にあるボタンを1つ押すだけで、エネルギーブラスト、火炎噴射、電撃、一時的な意識喪失を誘発するスタンガスなどを投射することができる。またマンダリンは、この剣を自分に向けたら、逆効果になるとソーズマンに警告している。更に必要に応じてさまざまナイフや短剣も携帯している。

## レセプション

### 批評家受け
Sideshow Collectiblesは、「ジャック・デュケイン、別名 "ソーズマン"は、コミックとスクリーンの両方で興味深い人生を送り、重要なキャラクターとの繋がりを築き、彼らのヒーロー的成長を後押ししてきた」と断言した。
ギズモードのロブ・ブリッケンは『12 Marvel Villains Who Should Have Been in Thunderbolts』でソーズマンを4位にランクインさせた。
コミック・ブック・リソーシズは『10 Greatest Swordsmen & Women In DC & Marvel Comics』で7位に、『15 Strongest Swordfighters In Marvel Comics』では15位にそれぞれソーズマンを選んでいる。

## ソーズマンの後継

### フィリップ・ジャヴェール
フィリップ・ジャヴェールは別宇宙出身の剣士で、プロクターが結成した“ギャザラーズ”のメンバーだった。プロクターとギャザラーズはマーベル・ユニバースのメイン宇宙の“アース616”に渡り、セルシを殺害した。しかしソーズマンはギャザラーズの仲間であるマグダレンとともにプロクターに反旗を翻し、一時的にアース616のアベンジャーズに参加した。数年後、彼らはアベンジャーズや“スクアドロン・スプリーム”とチームを組み、アース616から未知の世界へと旅立った。

### ソーズウーマン
新しいヒロインソーズウーマンが、ヨーロッパのスーパーヒーロー・チーム“ユーロフォース”のメンバーとして登場。彼女は後に、パリに住むソーズマンの10代の隠し子、マージョリーであることが判明する。

### ソーズマン（アメリカ人）
ジョージア州アトランタ出身の新たなソーズマンは、“ヴィブラニウム”合金の刀を振り回し、ジャック・デュケインのマントを受け継ぐと主張すると共に、ソーガ川の町を水浸しにすると脅して金を脅し取ろうとするが、キャプテン・アメリカによって倒された。 

## その他のバージョン

### 『マーベル・ゾンビーズ』
ゾンビ化したソーズマンが登場。

### 『Heroes Reborn』
別宇宙におけるソーズマンが登場。このバージョンは“エボニー・ブレイド”を操り、デッドプールに扮している。

### 『ハウス・オブ・M』
別世界のソーズマンが『ハウス・オブ・M：アベンジャーズ』に登場。このバージョンは犯罪組織“ドラゴンズ”のメンバーである。

## MCU版
『マーベル・シネマティック・ユニバース』（MCU）ではトニー・ダルトンが演じる。日本語吹替は速水奨が担当する。

### キャラクター像
ニューヨークの上流階級である刀剣愛好家。フェンシングの達人にして、左利き。料理も得意でエレノア・ビショップの婚約者でもあるが、伯父のアーマンド・デュケイン3世とは不仲で、彼からの説得を振り切って2024年のクリスマスシーズンにエレノアに求婚した。
エレノアとケイトのビショップ母娘に愛想の良い紳士として接する一方で、闇オークションでローニンの刀剣を落札しようと参加し、それに失敗すると会場の爆破騒動のどさくさに紛れてローニンの刀剣をくすね、何かを隠しているように振る舞い続けたり、引用した名言を唱えた偉人の名を間違えたり、殺人容疑で逮捕された翌日に釈放されて愛剣を堂々と持参しながらパーティー会場に出席し、アーマンド・デュケイン7世と大人げなくもめ、“トラックスーツ・マフィア”に対しても躊躇なく愛剣で斬りつけるなど、非常に本質が捉え難い男で、そのような雰囲気を放つため以前からケイトには毛嫌いされていた。

### 各作品における描写
『ホークアイ』
本作でMCU初登場。2024年のクリスマス6日前に実家帰りしたケイトにエレノアと婚約したと伝えて驚かせ、同日の夜の闇オークション会場でアーマンド3世に「エレノアに構うな」と忠告し、競売で張り合うが、トラックスーツ・マフィアの襲撃に出会し、ローニンのスーツを着込んだケイトに救われた。
後日、アーマンド3世殺害の一件で自分を疑うケイトと食事会やフェンシング対決を行い、ケイトと共にビショップ邸に来訪したクリント・バートン/ホークアイに侵入者と誤解して刀剣を突きつけたり、エレノアとのダンスをケイトに披露するなどの至る場面で怪しいのかそうでないのか読みにくい素振りを見せ、結果的にケイトからの猜疑心を強くしてしまった。
そしてクリスマス2日前、知らないうちに裏で動いていたエレノアに嵌められてトラックスーツ・マフィアとの繋がりとアーマンド3世殺害容疑を偽造させられ誤認逮捕されてしまうが、クリスマス・イヴの夜には、コムキャスト・ビルのパーティーに参加し、エレノアに濡れ衣を着せられたことをケイトから知らされ、ビルがトラックスーツ・マフィアの襲撃を受けると、愛剣を振るってマフィア共を次々と斬り伏せた。この事後に、ウェンディ・コンラッドから自身の剣捌きを評価されるも、彼女たちが嗜好するラープを知らず、戦いでネクタイに敵の血がついたとこぼす。
『デアデビル: ボーン・アゲイン』シーズン1
本作では、ニューヨーク市長に就任したウィルソン・フィスク/キングピンが催すパーティー各種に参加しながらも彼の政策を嫌っている上流階級の一人として登場する。また、自警団“ソーズマン”として活動している噂が流れているとフィスクに示唆されており、このことから自警団を肯定的に捉えている様子である。
第6話
政治資金調達のパーティー『フィスク市長との夜』に出席し、フィスクをファーストネームで呼んで市長と呼ぶよう頼まれたり、「（フィスクの警察改革や自警団の弾圧は）こちらにうま味がない」・「パーティーの客人たち（ニューヨークの資産家たち）を甘く見ない方がいい、彼らは拷問器具などを使わなくても電話1本で市長をクビにできる」と“警告”する。
第8話
『黒と白の舞踏会』に出席し、舞踏会場の一室で先日のパーティーの「貴方をみくびっていた」とフィスクに詫びるが、「無礼に見下してた」と指摘され、噂されているソーズマンの正体である君に特別部隊を差し向けられたくなければ、興味が無くても“レッド・フックプロジェクト”成功のために投資するよう、先日の“警告”をフィスクからそっくりそのまま返され、退室する。

## その他のメディア

### テレビアニメ
- 『マーベル・スーパーヒーローズ』：エド・マクナマラが声をあてた。
- 『アベンジャーズ:ユナイテッド・ゼイ・スタンド』：第4話『Comes a Swordsman』に登場し、ポール・エシェンブルが声をあてた。

### ビデオゲーム
- 『MARVEL ULTIMATE ALLIANCE』（PSP版）：ボスキャラクターとして登場[51]。
- 『Lego Marvel's Avengers』：プレイヤーキャラクターとして登場[52]。